# DAF Daffodil S

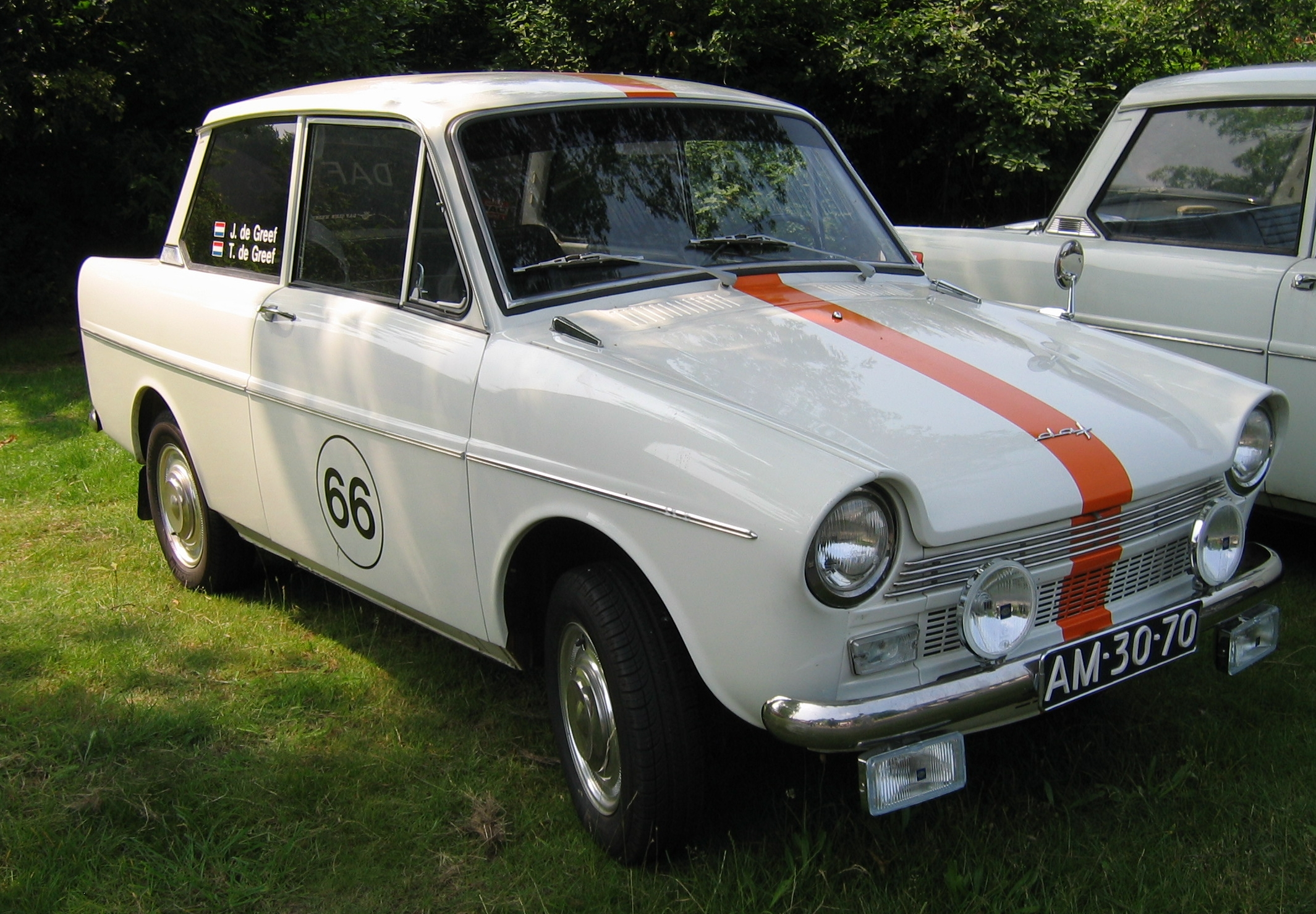
DAF Daffodil 32 S

De Daffodil S was een sedan van autofabrikant DAF. Het was snellere uitvoering van de gewone Daffodil 32. Hij kwam in 1966 op de markt en was alleen leverbaar in de kleur wit. De luchtgekoelde boxermotor was iets opgeboord tot 762cc en deze had een aangepaste carburateur en een groter luchtfilter. Hiermee bereikte hij een vermogen van 36 Sae pk. 
De Daffodil S was ca. 800 gulden duurder dan de standaarduitvoering van de Daffodil. Van de Daffodil S zijn er maar vijfhonderd gemaakt. Dit was de minimale productie vereist om deze uitvoering te homologeren voor rally-doeleinden.